# Warner Anderson
Warner Anderson (n. 10 martie 1911 - d. 26 august 1976) a fost un actor american.
Anderson a debutat cu rolul Lt. Ben Guthrie în serialul TV The Lineup, care a fost prima oară transmis din 1954 până în 1960.

## Filmografie parțială
- 1943 Destination Tokyo
- 1945 Week-End at the Waldorf
- 1947 The Arnelo Affair
- 1947 Song of the Thin Man
- 1948 Tenth Avenue Angel
- 1949 The Doctor and the Girl
- 1950 Destinație Luna (Destination Moon), regia Irving Pichel
- 1953 A Lion Is in the Streets
- 1954 Revolta de pe Caine (The Caine Mutiny), regia Edward Dmytryk
- 1955 A Lawless Street
- 1955 Blackboard Jungle
- 1958 The Lineup
- 1961 Armored Command
- 1964 Rio Conchos, regia Gordon Douglas
- 1964 Peyton Place  (serial TV)